# Gillicus
 (décembre 2018).
Si vous disposez d'ouvrages ou d'articles de référence ou si vous connaissez des sites web de qualité traitant du thème abordé ici, merci de compléter l'article en donnant les références utiles à sa vérifiabilité et en les liant à la section « Notes et références ».
Gillicus arcuatus
Genre
Gillicus est un genre éteint d'ichthyodectidés (une famille de poissons actinoptérygiens téléostéens), qui vécut au cours du Crétacé supérieur dans la voie maritime intérieure de l'Ouest en Amérique du Nord.

## Liste d'espèces
Selon BioLib (15 janvier 2021) :
- Gillicus arcuatus Cope, 1875 †
- Gillicus serridens Woodward, 1901 †

## Description

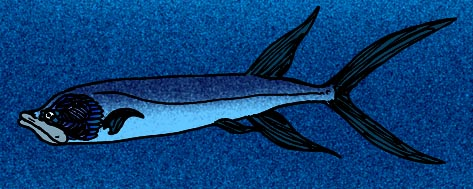
Vue d'artiste de Gillicus arcuatus.

À l'inverse des autres Ichthyodectidae, il possédait un grand nombre de petites dents sur sa mâchoire, qui devaient lui permettre de filtrer l'eau et se nourrir du zooplancton, à la manière des baleines actuelles.

## Étymologie
Le nom du genre Gillicus a été donné en l'honneur de Theodore Gill (1837-1914) qui a apporté sa contribution à la connaissance des poissons fossiles.

## Publication originale
- (en) O. P. Hay, « Notes on species of Ichthyodectes, including the new species I. cruentus, and on the related and herein established genus Gillicus », American Journal of Science, and Arts, New Haven, Inconnu, vol. 6, no 33,‎ 1er septembre 1898, p. 225-232 (ISSN 0002-9599 et 1945-452X, OCLC 5694945, DOI 10.2475/AJS.S4-6.33.225, lire en ligne).